# Paul Blanchard de La Brosse
 (29 août 2019).
Pour les autres membres de la famille, voir Famille Blanchard de la Musse.
Paul Blanchard de La Brosse, né le 24 juillet 1872 à Carentoir et mort le 9 septembre 1945 à Paris 8e, est un diplomate et gouverneur colonial français.

## Biographie
Paul-Marie-Alexis-Joseph Blanchard de La Brosse est le fils d'Alexis Blanchard de La Brosse et de son épouse, née Clotilde de Lourmel de La Picardière.
Il s'engage le 29 avril 1892 à Libourne dans le  20e régiment de chasseurs. Brigadier en octobre 1892, il gravit les échelons pour devenir maréchal de logis en septembre 1893 et maréchal de logis chef en octobre 1896.
Il est nommé sous-lieutenant de réserve en juillet 1899 et est affecté au régiment colonial de Cochinchine en février 1903. Promu lieutenant de réserve en septembre 1914, il revient en Indochine en mars 1920 après un passage en Afrique Équatoriale de 1916 à 1919.
Il est administrateur en chef de Kouang-Tchéou-Wan en 1922 puis à nouveau entre 1925 et 1926.
Directeur par intérim de l'Instruction publique en Indochine en 1925, il est gouverneur de la Cochinchine de 1926 à 1929.
Il devient directeur de cabinet du ministre des Affaires étrangères et ambassadeur de France en Chine.
Il participe à l'Exposition coloniale internationale de 1931 en qualité de directeur de l'Agence économique de l'Indochine à Paris.
Il est incarcéré le 24 novembre 1944 à la prison de Fresnes.
Le Musée d'Histoire du Viêt Nam était anciennement baptisé « musée Blanchard de La Brosse » en son honneur.

## Distinctions
- Commandeur de la Légion d'honneur (1932)

## Publications
- « La Mission Pavie et l'action pacifique de la France dans la vallée du Mékong » (1945)
- « L'occupation japonaise de Hai'nan et la France » (1939)
- « Du Yun-nan à l'océan Indien et à la mer de Chine » (1939)
- « La navigation du Mékong » (1936)
- « Les riz et maïs d'Indo-Chine et l'agriculture française » (1935)
- « La Cochinchine française en 1928 » (1928)
- « L'œuvre de la France en Cochinchine » (1927)
- « Une année de réformes dans l'enseignement public en Indochine (1924-1925) » (1925)

## Sources
- « Historical Dictionary of Ho Chi Minh City », par Justin Corfield (2014)
- « Indochine années vingt : Le rendez-vous manqué (1918-1928): La politique indigène des grands commis au service de la mise en valeur, Volume 2 », par Patrice Morlat (2006)
- Patrice Morlat, Indochine années vingt : le rendez-vous manqué (1918-1928) - La politique indigène des grands commis au service de la mise en valeur, Les Indes Savantes, 2006